# 제1대 리펀 후작 조지 로빈슨
제1대 리펀 후작 조지 프레더릭 새뮤얼 로빈슨(영어: George Frederick Samuel Robinson, 1st Marquess of Ripon, 1827년 10월 24일 ~ 1909년 7월 1일)은 영국의 정치인, 귀족이다. 1861년부터 1909년까지 영국 자유당 내각에서 역임하였다. 리펀 후작 이전에는 고드리치 자작(Viscount Goderich), 리펀 백작(The Earl of Ripon), 드 그레이와 리펀 백작(The Earl de Grey and Ripon) 등으로 불렸다.